# ロボット・モンスター
『ロボット・モンスター』（原題：Robot Monster）は、1953年に制作されたアメリカ映画、SF映画。モノクロ、スタンダードの立体映画（3D映画）として制作された。配給はアスターピクチャーズ。日本未公開、21世紀になってDVDが発売される。B級映画、
カルト映画と評され、『プラン9・フロム・アウタースペース』と並び最低映画のひとつに数えられる。

## あらすじ
少年ジョニーとその家族はピクニックに来ていた。ジョニーは、妙な物音に気付き、近くの洞窟を調べると、そこには、潜水夫のヘルメットを被ったゴリラのような、不気味な怪物が潜んでいた。直後、雷鳴と共に現れる恐竜の群れ。ジョニーは洞窟の宇宙人と、（同じ姿の）司令官との通信で、人類が滅亡したことを知る。
宇宙人は月面人で、名前をローマンといい、全人類の絶滅を命令されていた。しかし、ローマンはまだ生き残り（ジョニーの家族など）が居ることを司令官に聴かされる。ローマンはジョニーらを殺害しようと企てるが、ジョニーの家族は、たまたま出会った”教授”の免疫薬により、ローマンの攻撃を防ぐことが出来た。怒ったローマンは物理的攻撃で一家の殺害を目指すが、たまたま会ったジョニーの姉アリスに、ローマンは心を奪われてしまう。
焦った司令官は、ローマンもろとも残った人類の殺害を企てる。再び轟く雷鳴、恐竜の復活と、突如起こった地震の地割れに飲み込まれる恐竜たち。しかし、これは全て、ジョニーの悪夢だったのだ。ほっとしたジョニーは、家族の元に帰ろうとするが、そこに本物のローマンが姿を現す。

## キャスト
- ロイ（アリスの恋人）：ジョージ・ネイダー
- アリス（姉）：クローディア・バレット
- ジョニーの母：セレナ・ロイル
- 教授：ジョン・マイロン
- ジョニー：ジョージ・モフェット
- カーラ（妹）：パメラ・ポールソン
- ローマン/司令官（二役）：ジョージ・バローズ

## 製作
フィル・タッカーは25歳でこの映画を製作、監督した。撮影期間は4日、総制作費は1万6千ドルという低予算だった。撮影は、数多くのB級映画やテレビの撮影に使われているブロンソン渓谷の洞窟でそのほとんどが行われ、一部は自宅や、ドジャー・スタジアムの近くのビルで行われた。
余りの低予算のため、タッカーは自分の意図するロボットの着ぐるみを製作することが出来なかった。そこで友人のジョージ・バローズに、彼の作ったゴリラスーツを借り、それに宇宙飛行士のヘルメットを被せて、これを宇宙ロボットだと言い張ることにした。
『ロボット・モンスター』のプロットは、同年製作の20世紀フォックスのSF映画『惑星アドベンチャー スペース・モンスター襲来!』と酷似している。撮影時のタイトルは「火星から来たモンスター」であった。どちらの映画も、少年が、宇宙人に捉えられた彼の家族を助けるために戦い、宇宙人が最終攻撃をする直前で目を醒す夢オチである。出演者のクローディア・バレットはインタビューに応え、当初の脚本は現実の物語とされていたが、監督のタッカーが夢オチと、さらに現実に引き戻すような2重のねじれ構造に変更したと語っている。

### 3-D
本作は、偏向フィルター方式の立体映画として撮影、上映された。新開発の3-Dカメラに経験のないクルーによって撮影されたにもかかわらず、多くの批評家から立体映画として高品質であるとの評価を得ている。共同プロデューサーのアル・ジンバリストがニューヨーク・タイムズに語ったところでは、3-Dカメラのレンタル料として約4500ドルを予算に上乗せしたという。

### 特殊効果
本作の特殊効果は、ほぼ全てを既存映画のストックフィルムより流用している。トカゲを使った恐竜同士の戦いは、1940年の『紀元前百万年』より、ストップモーション・アニメーションを使ったシーンは1951年の『燃える大陸』より、及び宇宙船のシーンは『火星超特急』より流用している。さらに、ニューヨーク市の崩壊のマットペイントをen:Captive Womenという映画（日本未公開）より流用している。

### 音楽
劇中音楽の作曲は、まだ無名時代のエルマー・バーンスタインが手掛けている。彼は同年に、『月のキャットウーマン』の音楽も担当しているが、後年『大脱走』、『十戒』などを手掛け、1968年には『モダン・ミリー』でアカデミー作曲賞を受賞している。彼はインタビューで、当時赤狩りのグレーリストに名前が乗っておりマイナー映画会社からしかオファーがなかったが、このような作品も比較的楽しみながら仕事をしたと語っている。